# Jean Baptiste
Jean Baptiste es una localidad de Santa Lucía, que forma parte del distrito de Anse La Raye.